# Opeřený had (opereta)
Opeřený had (ve francouzském originále Le Serpent à plumes) je jednoaktová opereta (označovaná též jako „farce“ fraška, opéra bouffe nebo opérette-bouffe) francouzského skladatele Léa Delibese na libreto Philippa Gilla a Chama. Měla premiéru 16. prosince 1864 v pařížském divadle Théâtre des Bouffes-Parisiens.

## Vznik a historie díla
Skladatel Léo Delibes pracoval od roku 1863 jako sbormistr v pařížské Opeře a jakožto skladatel se tam postupně uváděl baletní hudbou – jeho první zakázkou byla úprava baletu Paola Giorzy La Maschera. Současně však psal pro hudební divadlo, a protože jeho poslední opéra comique napsaná pro Théâtre-Lyrique, Zahradník a jeho pán, byla stažena po několika reprízách, obrátil se zpět k operetám, především pro Théâtre des Bouffes-Parisiens, pro které psal už od roku 1856. Jacques Offenbach, který toto divadlo založil, je roku 1862 opustil a navíc vedl spory o další uvádění svých děl v tomto divadle, které proto tím více usilovalo o obohacení repertoáru o díla jiných skladatelů.
Libreto k nové jednoaktové operetě Delibesovi vedle jeho stálého spolupracovníka Philippa Gilla (1831–1901) napsal jiný z jeho přátel, Amédée-Charles-Henry vikomt de Noé (1818–1879), známý především pod jménem „Cham“ jako karikaturista a ilustrátor hlavně pro časopisy Charivari a L'Illustration. Podle vyprávění o vzniku operety Cham dodal množství bizarních postav a situací, zatímco Gille – kterého Chamovi představil Victor Massé – dal jeho epizodám dramaturgický rámec; první myšlenku prý však dodal Chamův příbuzný, markýz Léon d'Hervey de Saint-Denys (1822–1892), sinolog a badatel o snech.

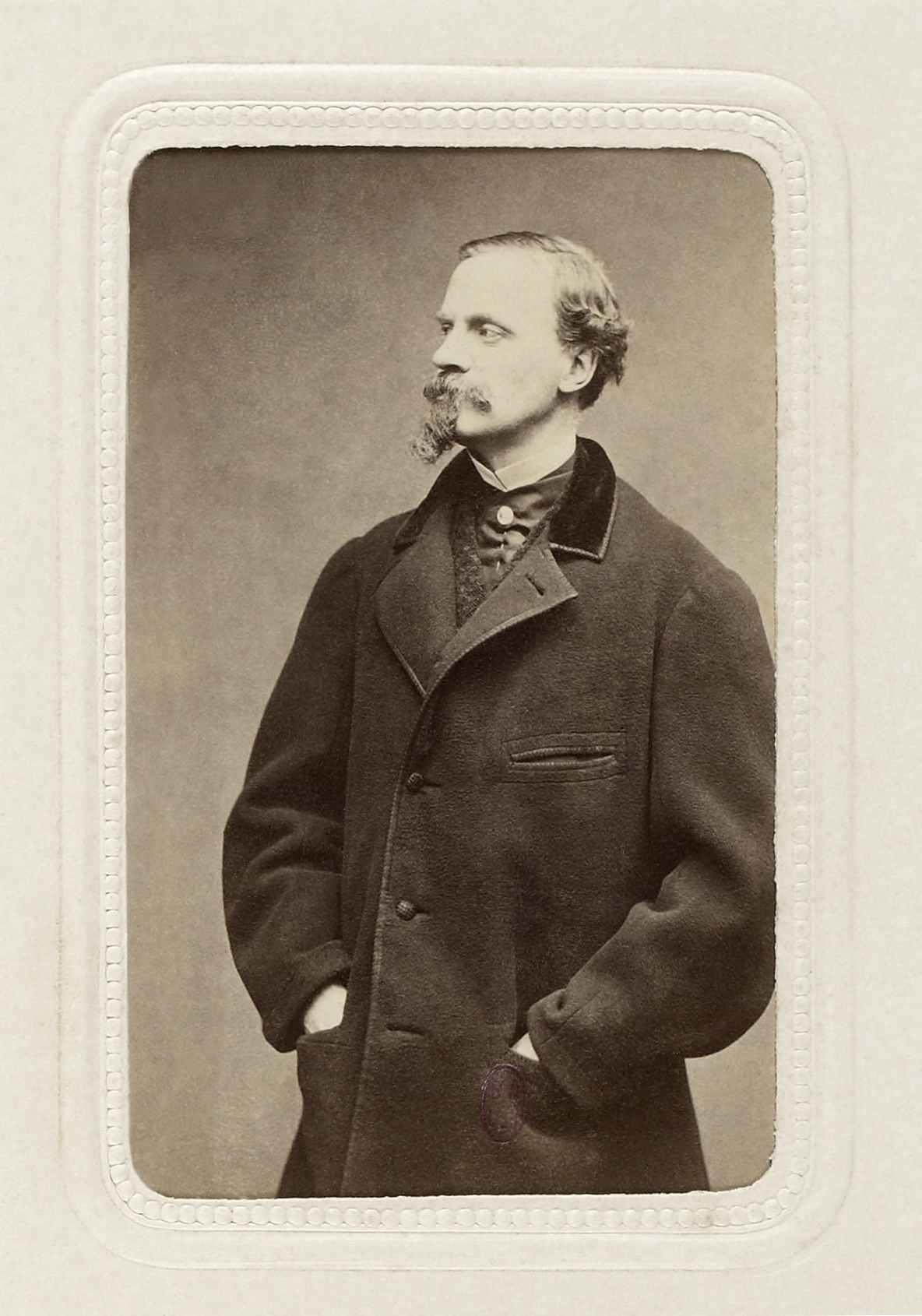
Karikaturista Cham, libretista Opeřeného hada. Fotografie z doby kolem roku 1866.

Pro svůj výstřední, rychle plynoucí a morálně nevázaný komický děj i ostře karikované postavy má Opeřený had mezi librety pro Delibese nejblíže k soudobé frašce. Soudobá kritika si překvapivého dramatického debutu oblíbeného karikaturisty všímala a jeden z recenzentů, Albert de Lasalle v Le Monde illustré, popsal děj Opeřeného hada jako „bláznivý sen, jaký se mohl zdát panu de Buffonovi, když se trochu napil“. Benoît Jouvin v Le Figaro o libretu mínil, že „smělost ve výstřednosti v něm je hnána do krajních mezí“. Gustave Bertrand v hudebním týdeníku Le Ménéstrel přímo rezignoval: „Analýza Opeřeného hada je nemožná.“ Paul Girard v Le Charivari o svém kolegovi z redakce psal: „Tedy pokud za několik dní zemře nějaký trochu trhlý zubař, zanechav značnou a příjemnou sumu ke zřízení ceny za nejšílenější dramatické dílo hrané během roku, zapřísahám Chama, aby se směle dostavil před porotu s Opeřeným hadem v ruce: bude laureátem za rok 1864.“

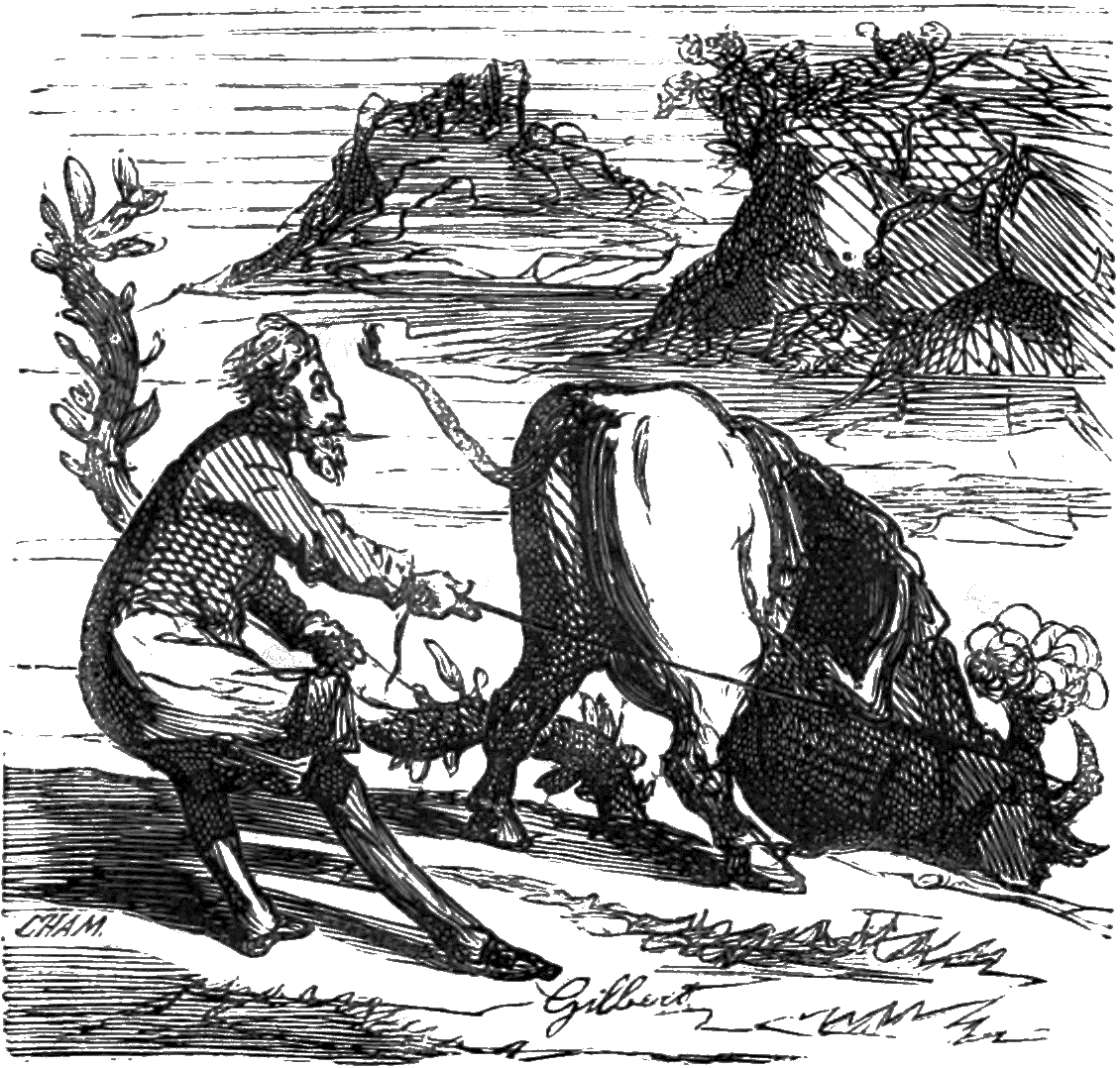
Karikatura Chama „Pan Léo Delibes využívá pramene, aby napojil svá zvířata, býka Apise a opeřeného hada.“ Popisek naráží na dvě Delibesova díla uvedená v téže době, operetu Býk Apis a balet Pramen.

Konkurence v soudobých pařížských divadlech byla veliká – jen den po prvním uvedení Opeřeného hada měla v Théâtre des Variétés premiéru slavná Offenbachova Krásná Helena. Ale už to, že někteří kritici v tažení za záchranu pravého umění odmítli obě díla současně, bylo pro Delibese vlastně lichotkou. I příznivěji naladění kritici poznamenávali, že v této operetě Delibes „kráčí co nejtěsněji v Offenbachových šlépějích“. Jinak však soudobé recenze věnují nepoměrně více pozornosti textu, hudbu většinou odbyli konstatováními jako „je velmi veselá a velmi důvtipně napsaná“ (Benoît Jouvin v Le Figaro) nebo „má hezká místa“ (Gustave Bertrand v Le Ménéstrel). 

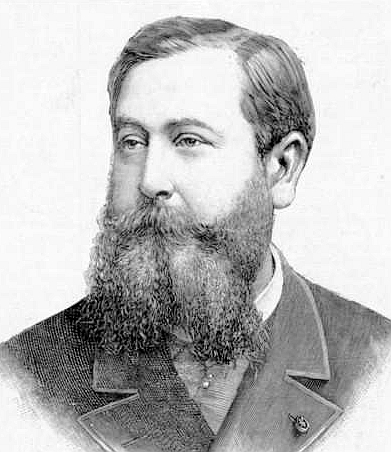
Skladatel Léo Delibes

Nepochybnou chválu vyjádřil recenzent Revue et Gazette musicale de Paris: „[Delibesova] hudba má všechny vlastnosti, kterých je třeba: je živá, lehká, originální, a melodické myšlenky neoslňují svou nepřítomností, jako to občas bývá, naopak. Všechny kousky z Opeřeného hada jsou povedené bez výjimky, ale povšimli jsme si zejména okouzlující předehry, sboru nosičů, který musel být opakován, zaříkání hada, které bylo rovněž poctěno opakováním, a velmi pěkný ansámbl, ve kterém se objevuje skutečně šťastná a výrazná myšlenka.“ Recenze se shodovaly rovněž na vynikajícím hereckém výkonu představitelů, kterými byly vesměs opory souboru Bouffes-Parisiens, a někteří si povšimli, že se hra od představení k dalšímu měnila (k lepšímu) hereckou improvizací.
Chamova a Delibesova opereta se proto také prosadila i u obecenstva a dosáhla v rychlém sledu 60 repríz. Divadlo Bouffes-Parisiens proto skladateli bez váhání zadalo zakázku na další, tentokrát dvouaktovou operetu Býk Apis.
Bouffes-Parisiens Opeřeného hada v následujících letech znovu nastudovali (1866, 1872), poté se ho ujaly menší pařížské scény, jako divadlo Tivoli roku 1873, jakož i provinční scény. Hrál se rovněž amatérsky jako salonní opereta; při jedné z příležitostí, roku 1870 v pařížském exkluzivním „Club de Mirlitons“, amatérský soubor doplněný několika profesionály dirigoval sám Delibes a roli paní Van Croquesecové zahrála zpěvačka Léa Silly, která ji hrála i v Bouffes-Parisiens. Ještě v roce 1891 tisk komentoval, že bruselské divadlo Alcazar mj. s Delibesovými operetami Opeřený had, Skot ze Chatou a Omeleta à la Follembuche „dobře vydělává“.
Francouzský rozhlas vysílal Opeřeného hada již ve 30. letech 20. století a v letech 1960 a 1973 pořídil i nahrávky později vydané na hudebních nosičích.

## Osoby a první obsazení
| osoba                              | hlasový obor | premiéra (16. prosince 1864)             |
| ---------------------------------- | ------------ | ---------------------------------------- |
| Van Croquesec                      | tenor buffo  | Désiré (vl. jm. Amable Courtecuisse)     |
| Vědec                              | tenor buffo  | Léonce (vl. jm. Édouard-Théodore Nicole) |
| Beaumignon, pedikér občanské gardy | tenor        | Henri Tayau                              |
| Isidore, zamilovaný do Mariette    | mluvená role | Ximenès                                  |
| Paní van Croquesecová              | soprán       | Lucil(l)e (vl. jm. Émilie) Tostée        |
| Mariette, služebná                 | soprán       | Irma Marié de l'Isle                     |
| Nosiči                             |              |                                          |

## Děj opery

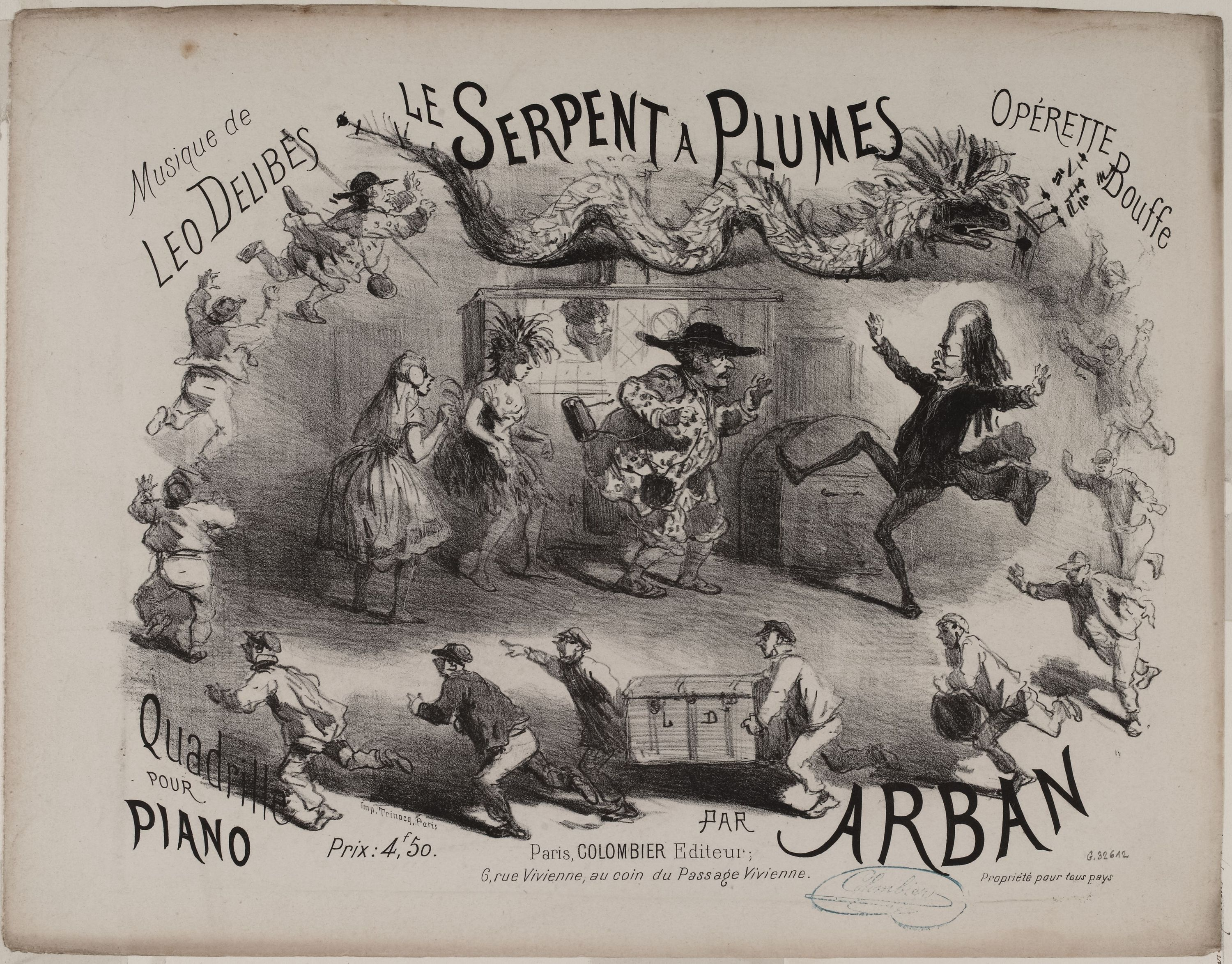
Titulní strana čtverylky z operety Opeřený had s rytinou postav od libretisty Chama

(V Holandsku v pokoji bytu paní Croquesecové)
Paní Athénaïs van Croquesecová tráví čas se svým milencem Beaumignonem; k jeho malé radosti opěvuje milencovy tělesné přednosti, doprovázejíc se na kytaru (předehra a č. 1 kuplet Si blonde est ta chevelure). Může s milencem beztrestně laškovat; její manžel před pěti lety odejel šířit po ostrovech Oceánie monogamii a dosud o sobě nedal vědět – jistě ho snědli lidožrouti. Madam posílá hubatou služku Mariettu pro šunku, aby svého kavalíra nakrmila. Tu zazní pod okny ruch; pan van Croquesec se vrací z výpravy... Paní v panice hraje o čas, než manželovi otevře (č. 2 tercet Ô moment terrible). Kuchyně je bůhvíproč zamčena, takže nakonec schová milence do velkých kamen a vítá manžela. Ač se velmi snaží, zdá se panu van Croquesecovi, že projevuje málo nadšení. On sám nedokázal Oceánii obrátit, přinesl si však – vedle tetování po celém těle – řadu pokladů, které přináší v hromadě kufrů několik nosičů (č. 3 sbor nosičů Joyeux commissionaires).
Mezi poklady se najdou běžnější věci, jako korály nebo šípy namočené v kurare, ale pan Croquesec přivezl rovněž pro svou ženu – nikoli klenoty, jak doufala, ale – domorodý péřový oděv stěží kryjící nejcitlivější partie. Madam sice pochybuje, zda se hodí na ulici nebo do společnosti, ale jde se převléci. V její nepřítomnosti navrátilec nejprve flirtuje s Mariettou, pak ale zjistí, že nemůže najít vzácného – a prudce jedovatého – opeřeného hada, kterého si přivezl a hodlal darovat muzeu. Každou chvíli si ho má přijít vyzvednout muzejní kurátor a had zatím zřejmě unikl a skrývá se někde v bytě. Touto informací jsou všichni poděšeni, zvláště když pátrání po plazovi přináší panu van Croquesecovi jeden důkaz cizí mužské přítomnosti za druhým. Nakonec se společně snaží hada přivolat zaklínáním, které si cestovatel přivezl (č. 4 rondo o hadovi Un jour était petit serpent). Had se však neukáže a manžel ho jde hledat do jiných místností.

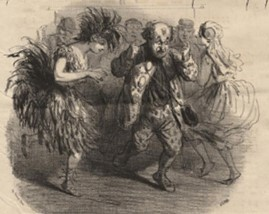
Rondo o hadovi, karikatura Chama

Paní van Croquesecová chce jeho chvilkové nepřítomnosti využít, aby propustila Beaumignona, ale překazí jim to příchod kurátora. Ten si přišel pro velice nebezpečného exotického opeřeného tvora, za kterého považuje paní domu v péřovém obleku. Té se nedaří ho přesvědčit, že není zvířetem, byť zkroceným (č. 5 duet Dieu! le superbe animal!) a vědec ji pronásleduje až do ložnice. Prázdné místnosti chce využít Mariette. I ona chce umožnit útěk svému milenci Isidorovi, kterého předtím zamkla do kuchyně (č. 6 kuplet Marietty Vous allez voir mon Isidore). Ale předčasný návrat ostatních ji donutí vměstnat Isidora do kamen, kde už trpí Beaumignon. Pan van Croquesec musí zatím dlouho přesvědčovat kurátora, že tento opeřený tvor je jeho žena. Navíc ho z míry vyvede kojenecká výbavička, kterou našel v manželské ložnici – ta jistě nepatří jeho synovi, který je na studiích. Kurátor přispěchá paní domu na pomoc s důmyslným vysvětlením, jak mohla počít dítě s manželovou fotografií. Na vyřešení důležitějšího problému – nalezení hada – navrhuje nabídnout mu ohřáté mléko. Tento nápad se nelíbí oběma mužům těsnících se v kamnech. Chvíli se pokoušejí napodobit fungující kamna bafáním z dýmky, pak to Marietta nevydrží a prozradí, že v kamnech schovává milence. Když vyjdou hned dva, jen se omluvně zapýří. Pan van Croquesec – a tím spíše jeho choť – jí to blahovolně promíjejí (č. 7 ansámbl Quelle surprise extrême).
Jenže co s hadem? Právě přichází dopis od přítele z La Havru, u kterého se cestovatel zastavil cestou domů; prý si u něho zapomněl hada, jejž obdrží obratem poštou. Rozradostněný pán se rozhoduje nedarovat hada muzeu, nýbrž si ho ponechat a ihned angažuje Beaumignona jako stálého hadího ošetřovatele, k radosti své ženy. A nyní zbývá už jen jeden tvor, kterého je třeba očarovat, a to je publikum (č. 8 závěrečný kuplet Ne te montre pas, grand serpent).

## Nahrávky
- 1960 (RTF; LP MRF 123S – spolu s Němou z Portici) Hrají a zpívají: (Van Croquesec) Jacques Tharande, (vědec) René Lenoty, (Beaumignon) Aimé Doniat, (paní van Croquesecová) Christiane Harbell, (Mariette) Monique Stiot, (Isidore) Joseph Peyron. Orchestre lyrique de l'ORTF řídí Jean Doussard.
- 1973 (RTF; CD 1993 Musidisc / Gaieté Lyrique –202392) Zpívají: (Van Croquesec) Joseph Peyron, (vědec) René Lenoty, (Beaumignon) Bernard Plantey, (paní van Croquesecová) Christiane Harbell, (Mariette) Monique Stiot. Orchestre lyrique de l'ORTF řídí Jean Brebion.